# Обера
Обера́ (ісп. Oberá) — місто в аргентинській провінції Місьйонес, центр однойменного департаменту. Один з осередків української діаспори в Аргентині.

## Історія

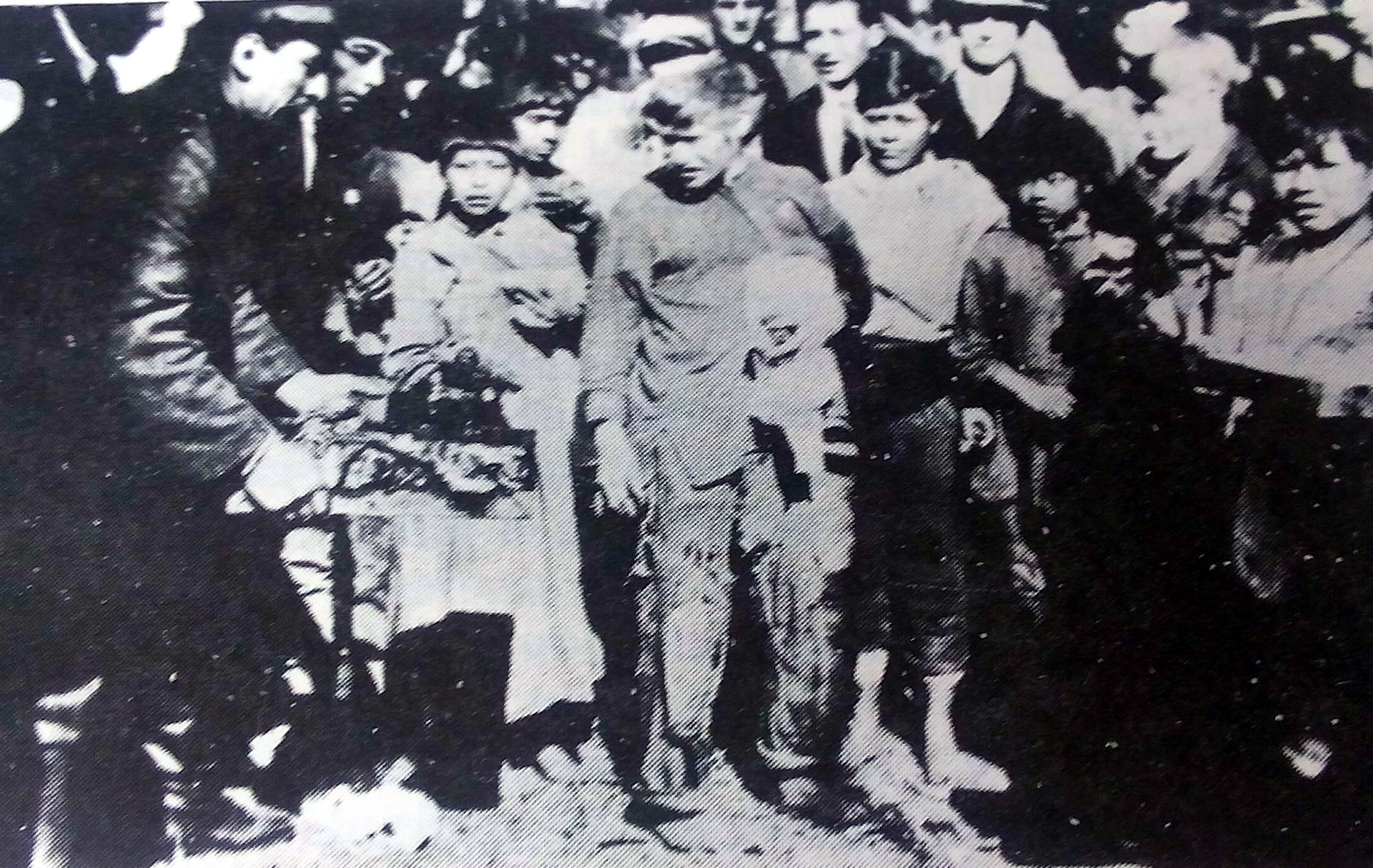
Урочисте заснування міста (1928)

Першими жителями місцевості, де зараз знаходиться Обера були кочові племена індіанців. Перші європейські колоністи прибули сюди на початку XX ст. Це була група осіб з Франції, Норвегії, Швеції та Німеччини. Через тяжкі умови життя у цій місцевості, яка на той час була дикими джунглями, ці поселенці відмовилися від своїх планів влаштувати колонію.
1913 року сюди прибула нова група колоністів, переважно шведів. У наступні кілька років до них приєдналося значне число поселенців близько 40 різноманітних національностей, зокрема українці.
25 липня 1927 року було створено комісію, яка мала офіційно затвердити заснування населеного пункту та обрати для нього назву. 9 липня 1928 року на головній площі було урочисто встановлено табличку з написом «Обера 1928». Цей день вважається датою офіційного заснування міста.

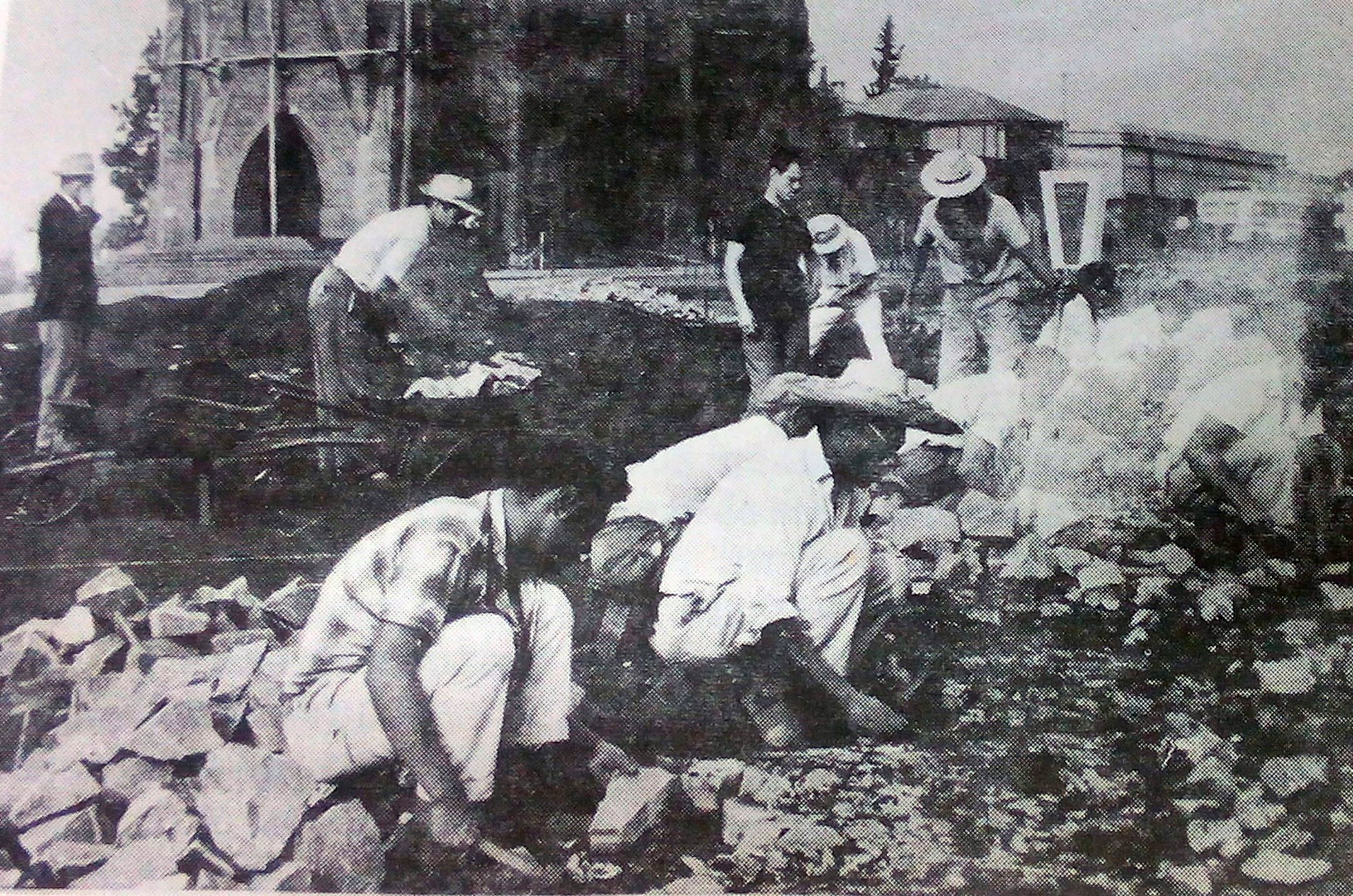
Укладання бруківки в центрі міста (1940-ві)

15 березня 1936 року в Обері декілька сотень українців, разом з поляками та росіянами, вийшли на антиурядову демонстрацію, вимагаючи кращих цін на свою сільськогосподарську продукцію. Протестну акцію було жорстоко розігнано поліцією, були убиті та поранені, багато учасників було заарештовано. Після цієї події, яка отримала назву Бійня в Обері (ісп. Masacre de Oberá), українці поселенці дещо втратили довіру з боку аргентинської влади.
У міжвоєнний період до Обери прибула значна кількість мігрантів з України.
1958 року в Обері було відкрито першу українську баптистську церкву, а 1960 року — Український біблійний інститут. Окрім навчання, Інститут влаштовував концерти та лекції про видатних діячів української культури. При ньому було організовано хор, який співав як релігійні, так і українські народні пісні.

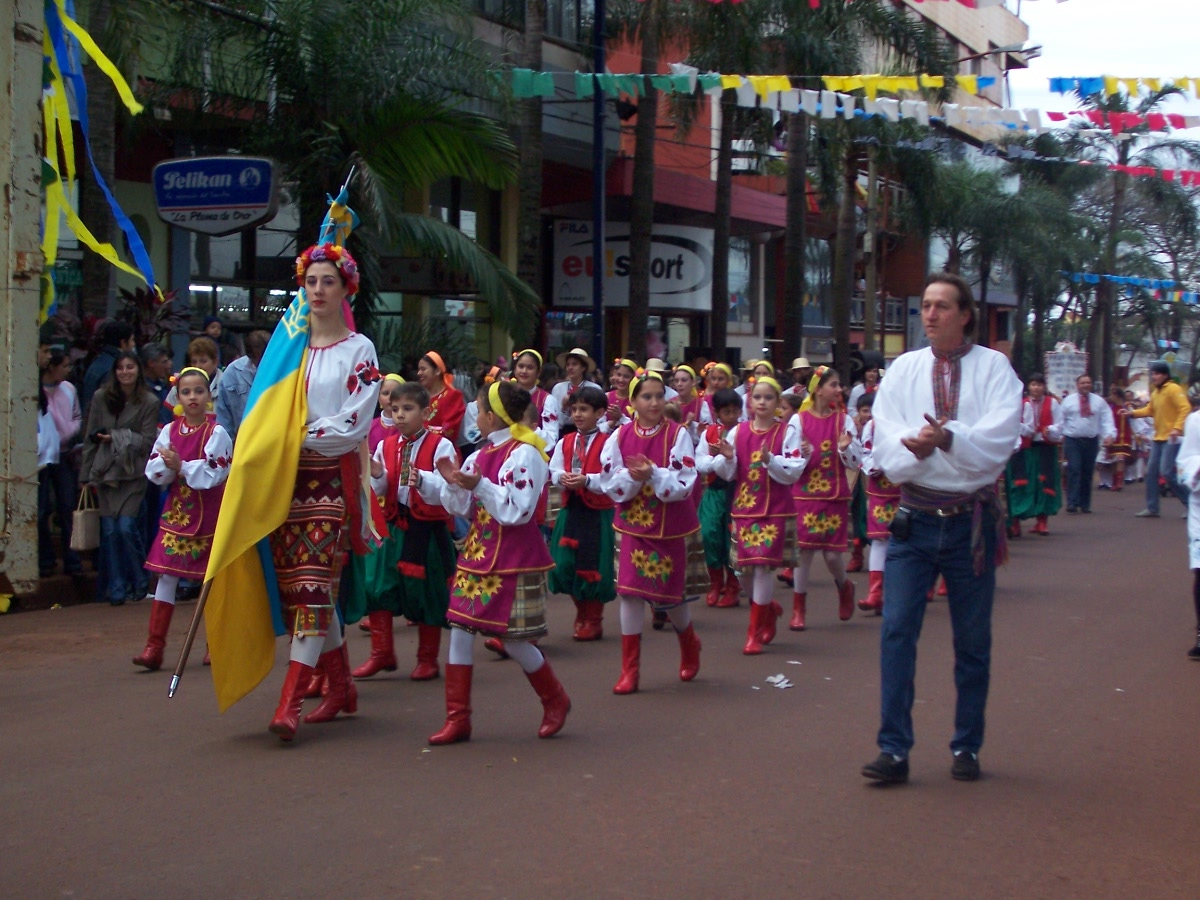
Українці на Фестивалі мігрантів в Обері

1971 року було засновано громадську організацію Українська Громада в Обері і Колоніях, яка існує донині і входить до складу Українською Центральної Репрезентації в Аргентині.
1978 року в Обері українською громадою було споруджено пам'ятника Тарасу Шевченку.
З 1980 року в Обері щороку проводиться Національний фестиваль іммігрантів, у якому беруть участь представники різноманітних національностей, які населяють Аргентину. З 1998 року основна маса заходів фестивалю проходить у спеціально створеному Парку націй, де постійно діють 16 народних домів найбільших національних громад, зокрема Український дім.
У жовтні 2006 року Обера приймала II Латиноамериканський з'їзд етнічних українців. Нині у місті діють український танцювальний колектив «Барвінок», хор «Соловей», українська греко-католицька церква.

## Населення
Обера — друге за кількістю населення місто провінції Місьйонес після її столиці, міста Посадас.

## Клімат
Обера розташовується в зоні вологого субтропічного клімату.
| Клімат Обери                                                             | Клімат Обери | Клімат Обери | Клімат Обери | Клімат Обери | Клімат Обери | Клімат Обери | Клімат Обери | Клімат Обери | Клімат Обери | Клімат Обери | Клімат Обери | Клімат Обери | Клімат Обери |
| Показник                                                                 | Січ.         | Лют.         | Бер.         | Квіт.        | Трав.        | Черв.        | Лип.         | Серп.        | Вер.         | Жовт.        | Лист.        | Груд.        | Рік          |
| Абсолютний максимум, °C                                                  | 39,9         | 39,4         | 39,1         | 36,4         | 33,0         | 30,0         | 30,9         | 34,4         | 37,0         | 36,9         | 39,0         | 39,9         | 39,9         |
| Середній максимум, °C                                                    | 32,3         | 31,1         | 30,0         | 26,0         | 22,8         | 20,3         | 21,1         | 22,7         | 23,7         | 27,4         | 29,4         | 31,8         | 26,6         |
| Середня температура, °C                                                  | 25,4         | 24,5         | 23,6         | 20,2         | 17,4         | 14,9         | 15,2         | 16,7         | 17,4         | 20,8         | 22,8         | 24,8         | 20,3         |
| Середній мінімум, °C                                                     | 20,8         | 20,3         | 18,9         | 16,6         | 13,6         | 11,1         | 11,2         | 12,6         | 13,1         | 15,8         | 18,1         | 19,9         | 16,0         |
| Абсолютний мінімум, °C                                                   | 9,9          | 8,4          | 6,4          | 2,4          | −0,1         | −3,8         | −8           | −5,1         | −0,1         | 3,4          | 3,4          | 9,4          | −8           |
| Норма опадів, мм                                                         | 181.8        | 215.6        | 158.6        | 235.1        | 252.0        | 163.9        | 138.8        | 175.8        | 153.7        | 179.2        | 217.3        | 230.6        | 2302.4       |
| Днів з опадами                                                           | 12           | 11           | 9            | 11           | 9            | 11           | 10           | 10           | 11           | 10           | 11           | 9            | 124          |
| Вологість повітря, %                                                     | 73           | 76           | 75           | 80           | 79           | 80           | 76           | 75           | 75           | 71           | 71           | 68           | 75           |
| ------------------------------------------------------------------------ | ------------ | ------------ | ------------ | ------------ | ------------ | ------------ | ------------ | ------------ | ------------ | ------------ | ------------ | ------------ | ------------ |
| Джерело: Servicio Meteorológico Nacional, Oficina de Riesgo Agropecuario |              |              |              |              |              |              |              |              |              |              |              |              |              |

## Економіка
В Обері не існує великих підприємств, економіка базується на невеликих кооперативах. Основним видом їхньої діяльності є вирощування мате, який є основною культурою регіону, і чаю, найбільшим виробником якого в Аргентині є місто Обера. Також розвинена лісова промисловість. Останніми роками розвивається сільськогосподарське машинобудування.

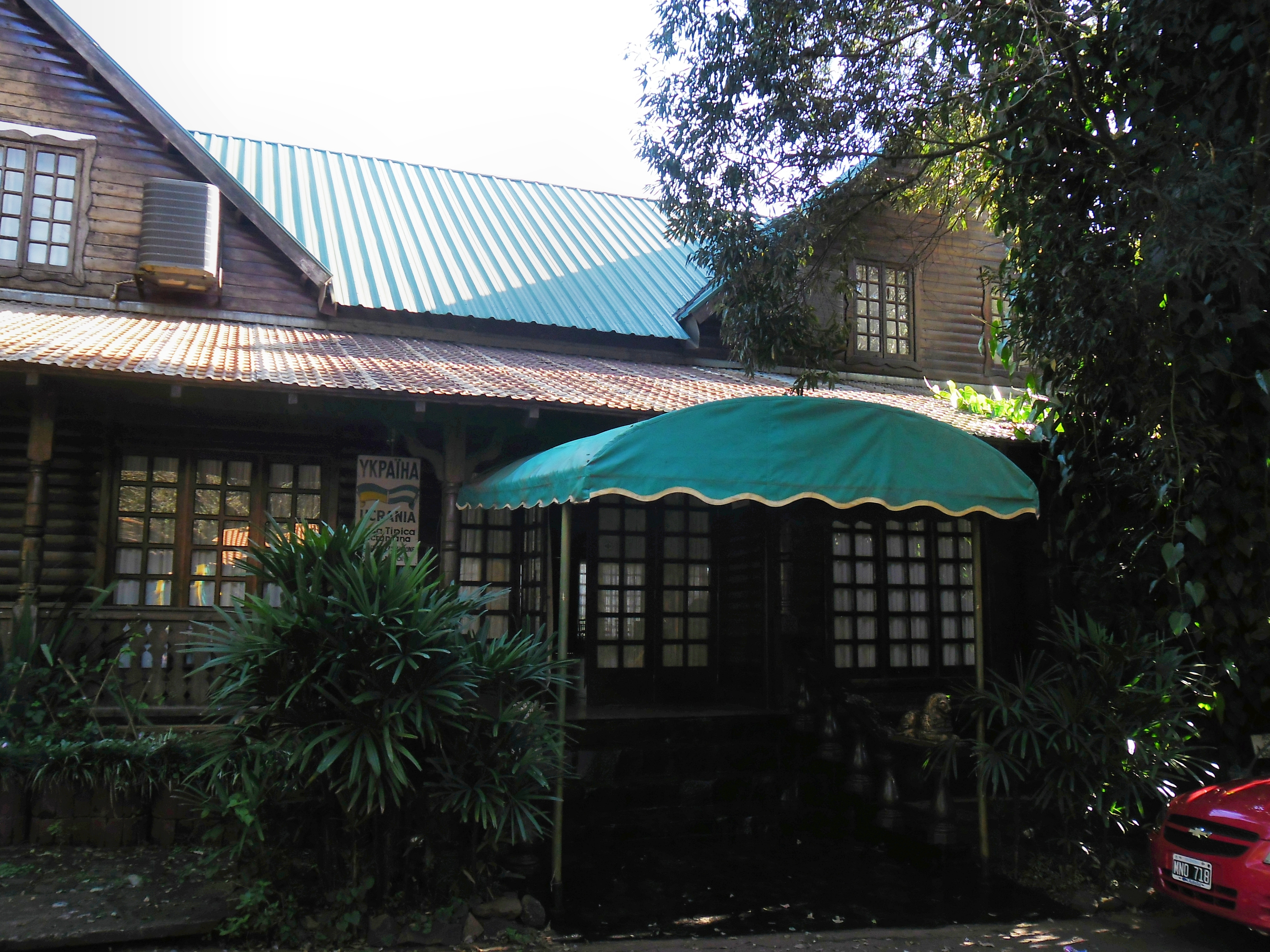
Український дім в Парку націй
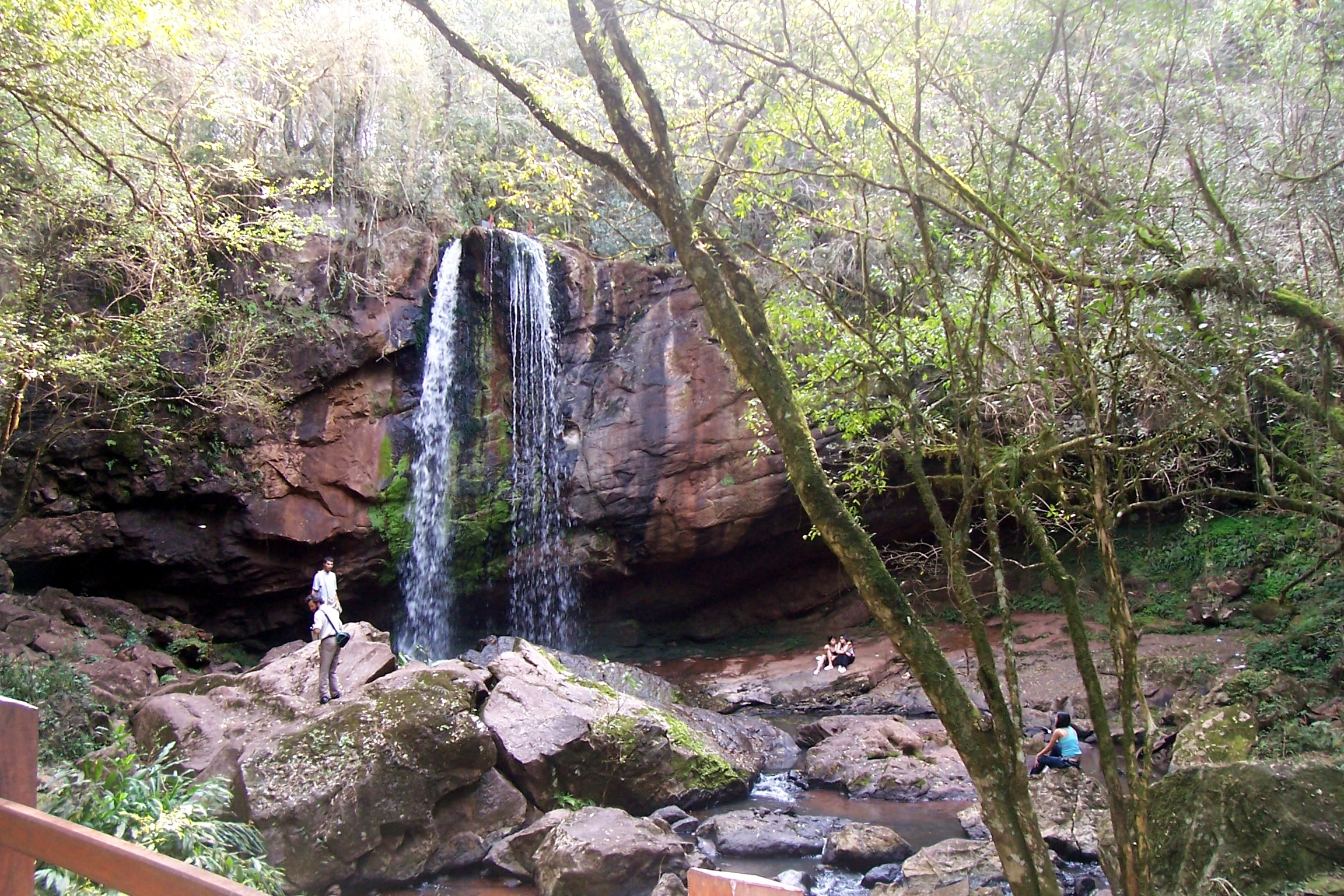
Водоспад Беррондо
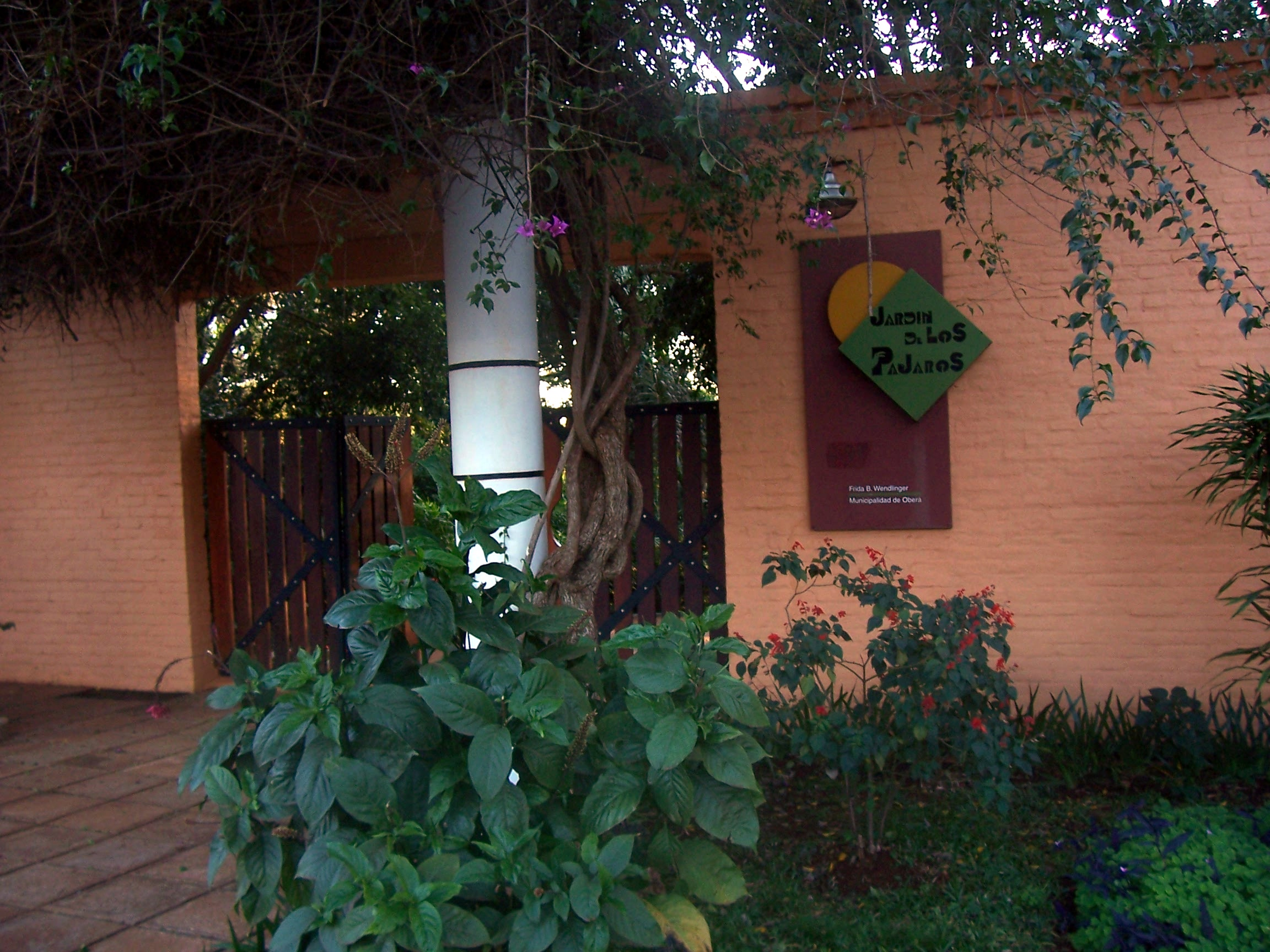
Сад птахів
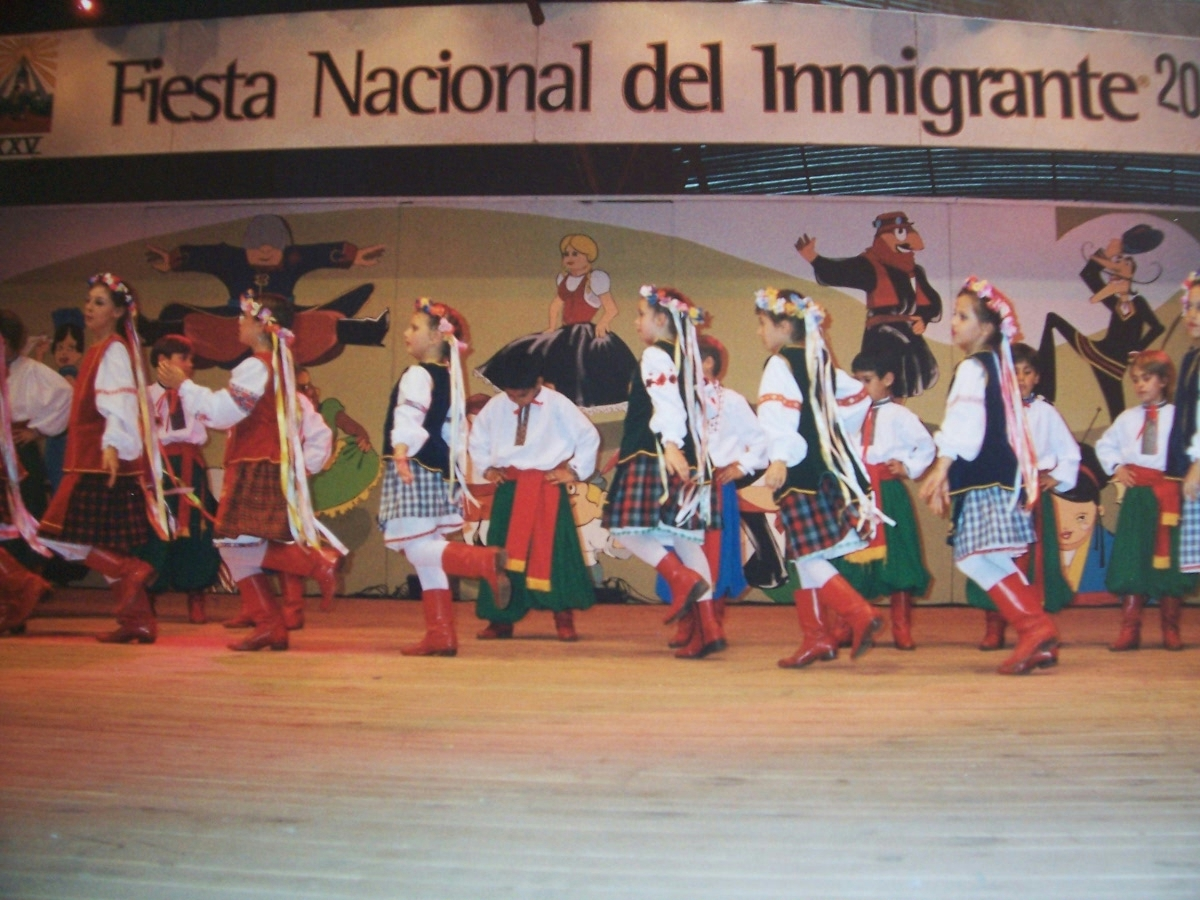
Український танцювальний колектив на Фестивалі мігрантів

Однією з важливих галузей економіки для міста є туризм. Найважливішою туристичною атракцією є Національний фестиваль іммігрантів, який проводиться щороку на початку вересня і приваблює понад 100 тисяч відвідувачів. Крім цього, у місті й околицях діють кемпінги і готелі для туристів, які приїжджають відвідати навколишні природоохоронні об'єкти — Сад Птахів, заказник Чачі, Зоотоксикологічний центр (найбільший рептиларій країни), парки Обера і Монтеавентура, термальні води, водоспад Беррондо.

## Уродженці
- Хуан Карлос Зубчук (* 1965) — аргентинський, пізніше перуанський футболіст українського походження.

## Галерея

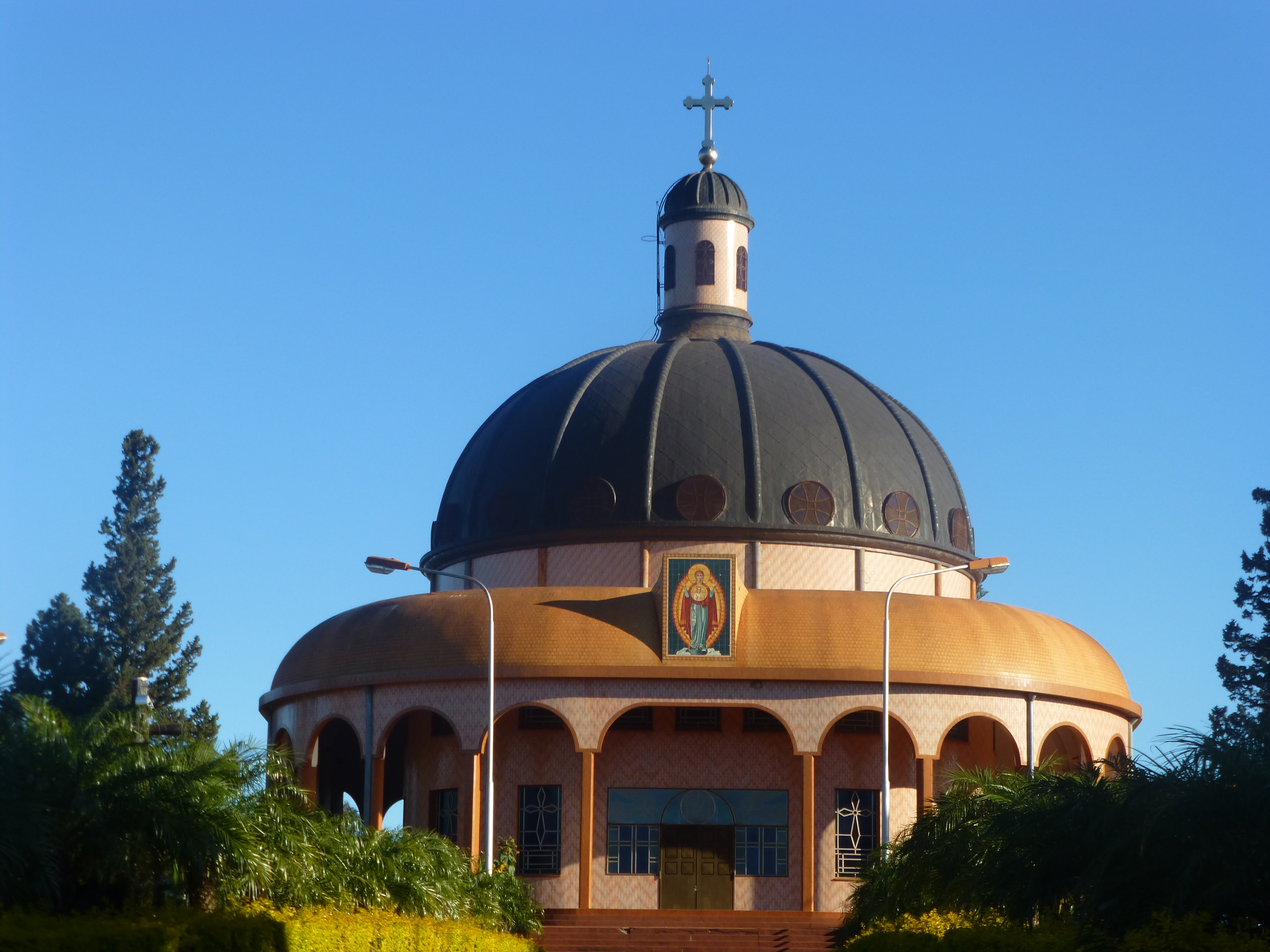
Українська греко-католицька церква в Обері
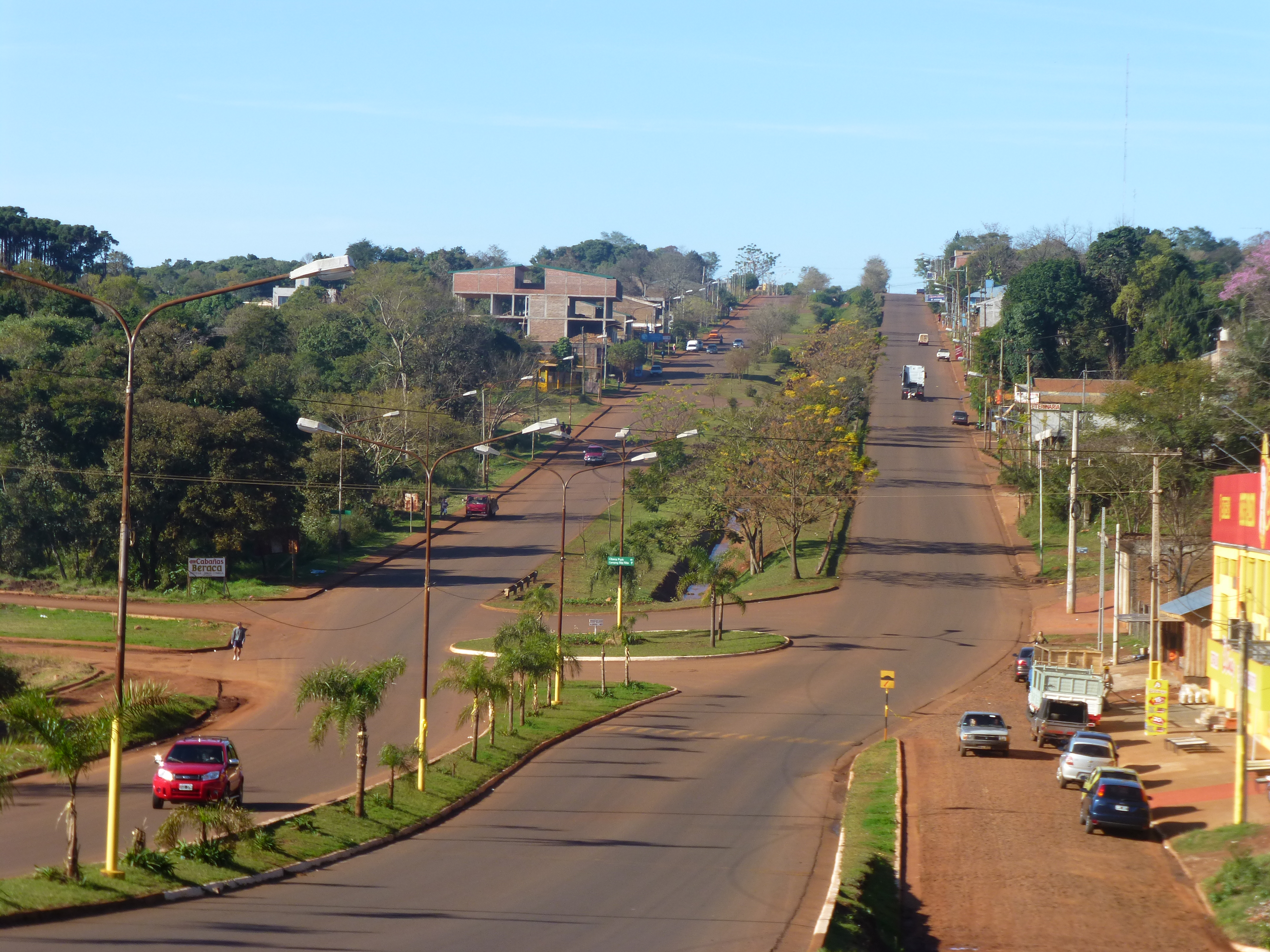
Вулиця Америк
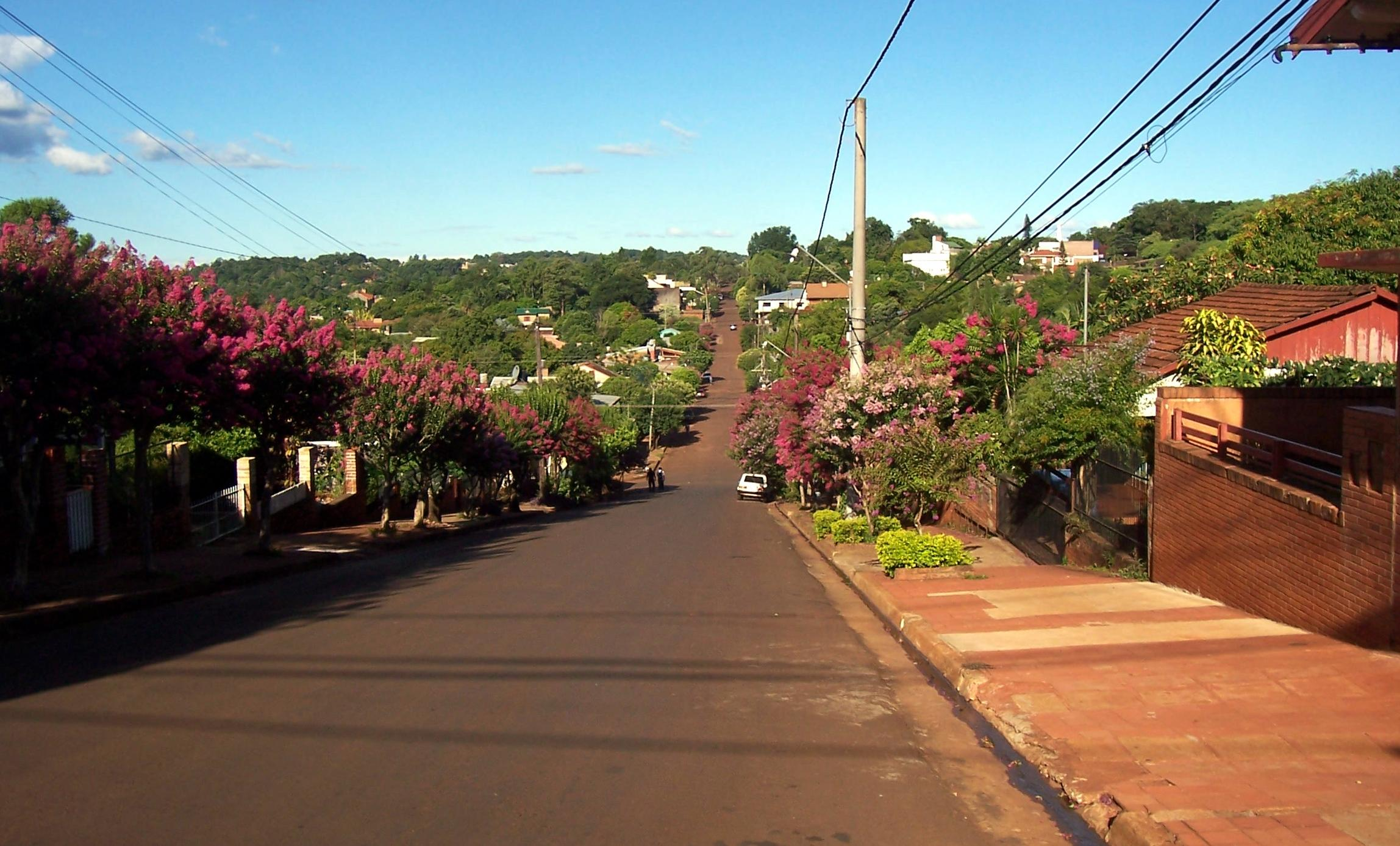
вул. Губернатора Баррейро
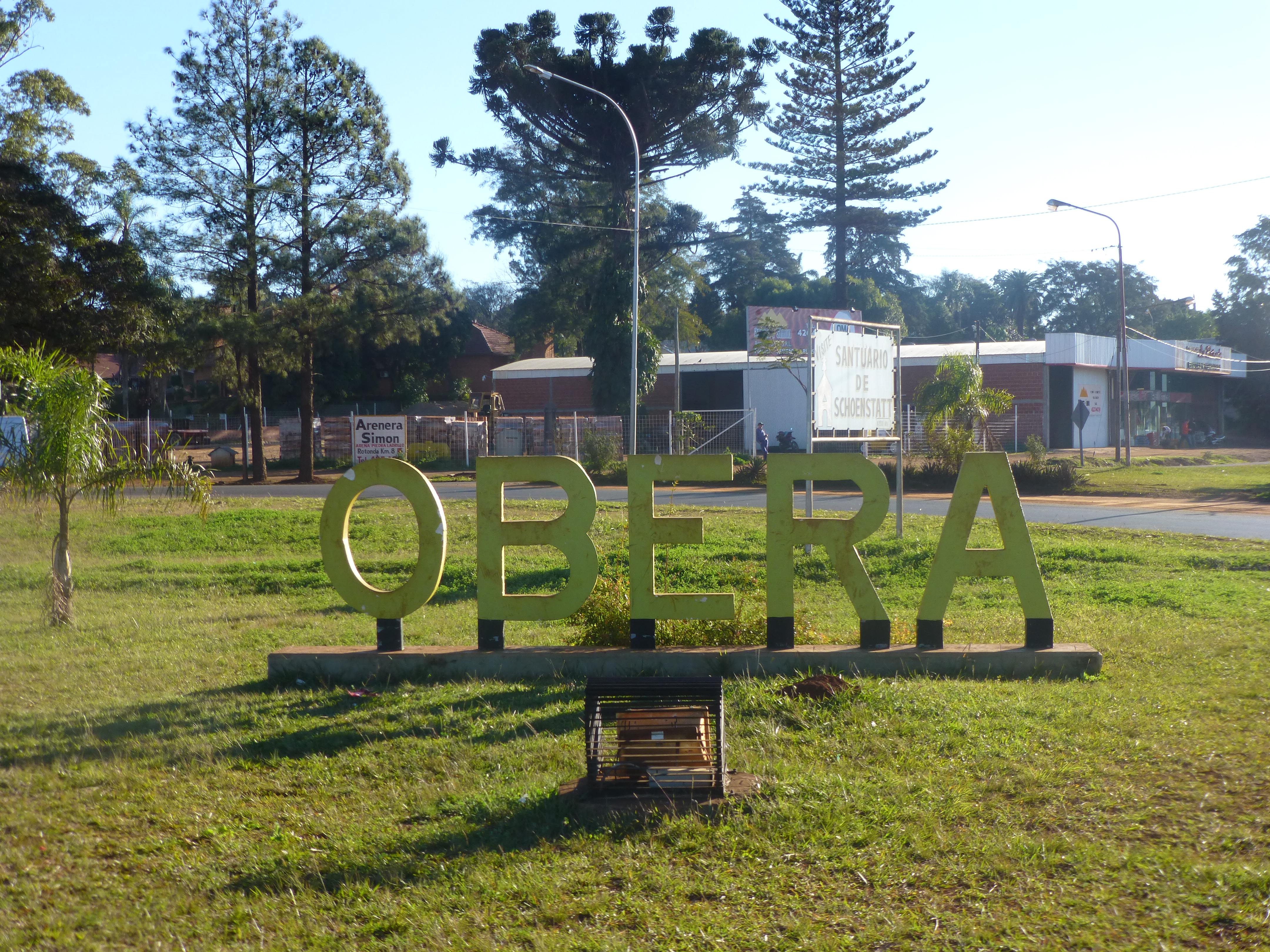
Знак на в'їзді до міста
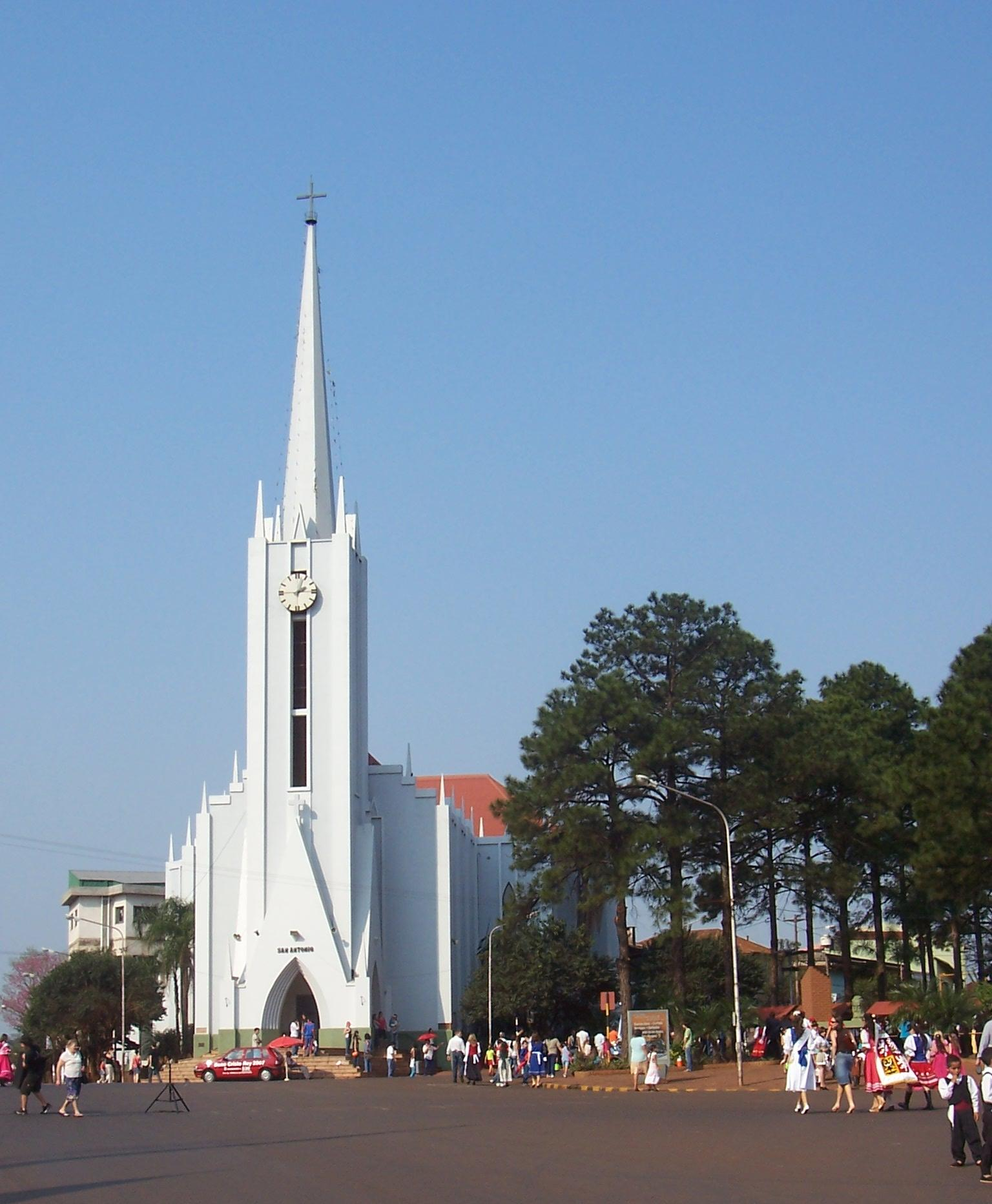
Кафедральний собор Св. Антонія
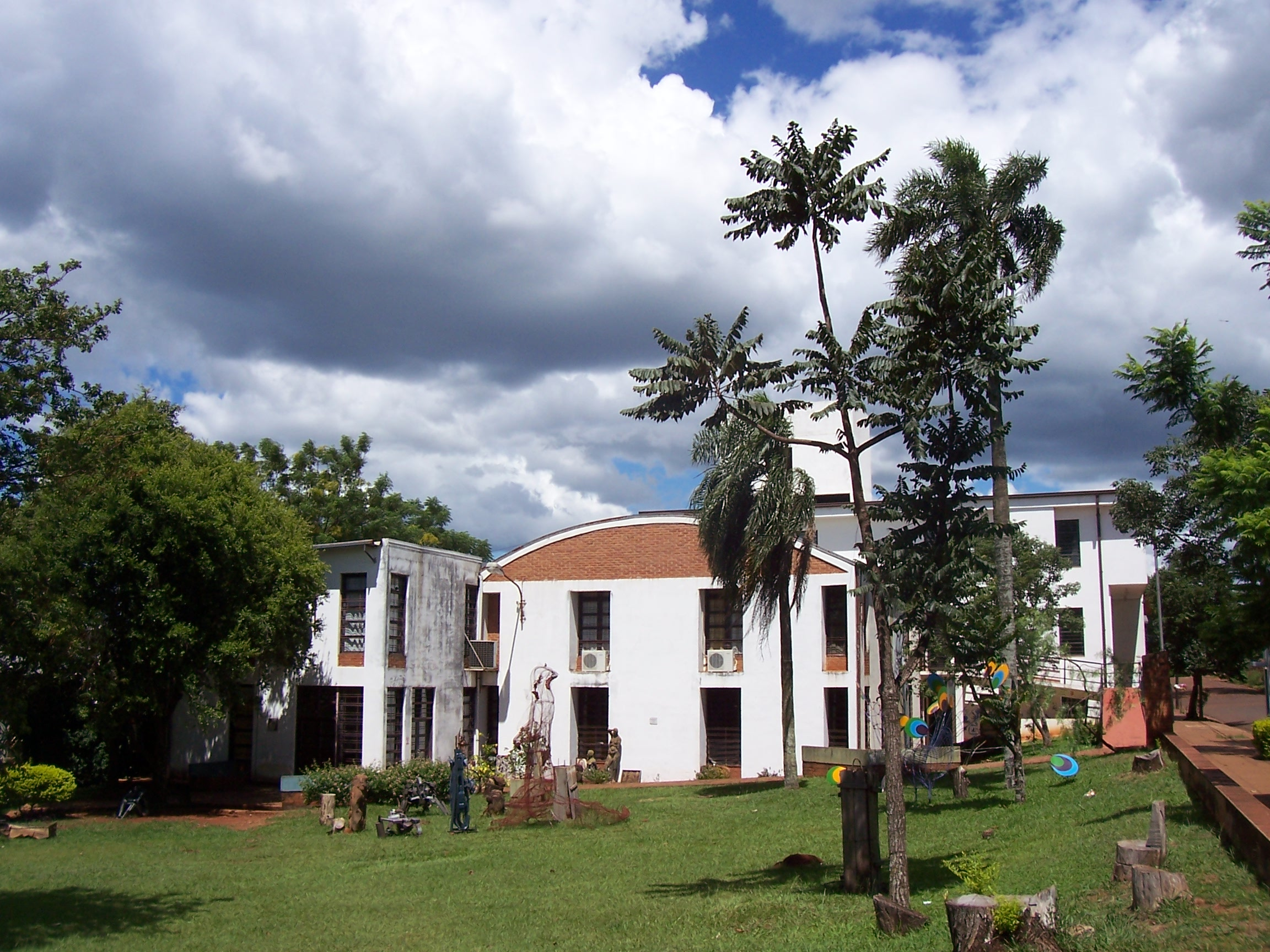
Факультет мистецтв Національного університету Місьйонес
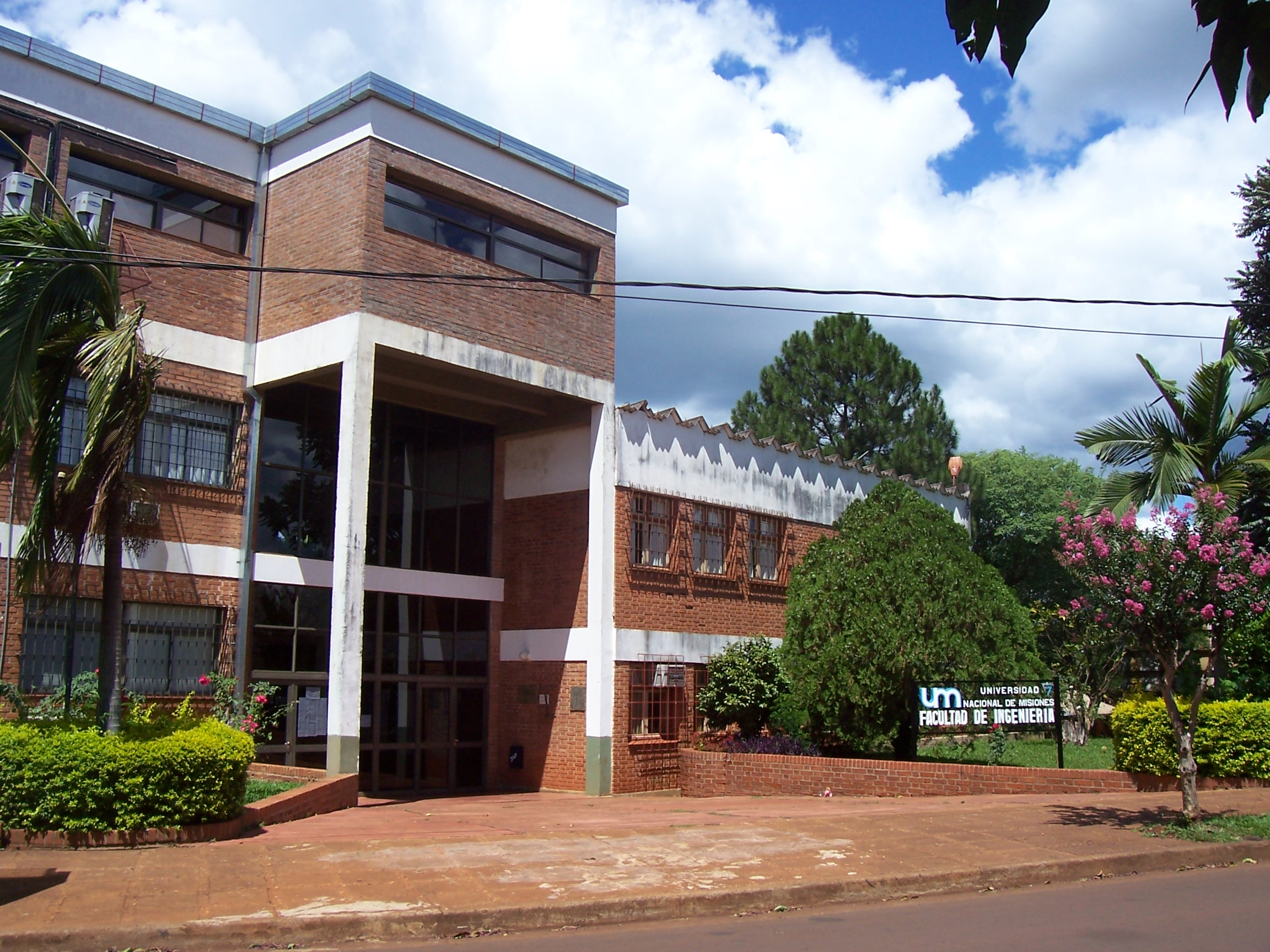
Інженерний факультет